# Jacobus de Bruijne
Jacobus de Bruijne/Bruyne (Axel, 3 oktober 1897 – 27 mei 1981) was een Nederlands politicus van de ARP.
Hij werd geboren als zoon van Pieter de Bruijne (1868-1921; landbouwer) en Suzanna de Regt (1866-1945). Na de ulo ging hij in 1912 als volontair werken bij de gemeente Axel. Twee jaar later werd hij ambtenaar bij de gemeentesecretarie van Colijnsplaat en Kats. Na ook nog werkzaam te zijn geweest bij de gemeente Buiksloot werd hij in 1921 de gemeentesecretaris van Brouwershaven. In 1931 volgde zijn benoeming tot burgemeester van Opperdoes. Begin 1940 werd De Bruijne benoemd tot burgemeester van de gemeenten Werkendam en De Werken en Sleeuwijk. In 1943 werd hij ontslagen waarna die gemeenten een NSB-burgemeester kregen maar na de bevrijding keerde hij terug. In 1950 ging de gemeente De Werken en Sleeuwijk op in de gemeente Werkendam. De Bruijne ging in 1962 met pensioen en overleed in 1981 op 83-jarige leeftijd.